# Campeonato Europeu Júnior de Atletismo de 1975
O Campeonato Europeu Júnior de Atletismo de 1975 foi a 3ª edição da competição de atletismo organizada pela Associação Europeia de Atletismo para atletas com menos de vinte anos, classificados como Júnior. O evento foi realizado no Estádio Karaiskákis em Atenas na Grécia, entre 22 e 24 de agosto de 1975. O campeonato teve como destaque a Alemanha Oriental com 22 medalhas no total sendo 12 de ouro.  

## Resultados
Esses foram os resultados do campeonato. 
Masculino
| Evento                       | Ouro                                                                           | Ouro     | Prata                                                                                   | Prata    | Bronze                                                                         | Bronze   |
| ---------------------------- | ------------------------------------------------------------------------------ | -------- | --------------------------------------------------------------------------------------- | -------- | ------------------------------------------------------------------------------ | -------- |
| 100 m                        | Werner Bastians · Alemanha Ocidental                                           | 10.52    | Jean-Claude Amoureux · França                                                           | 10.53    | Marian Woronin · Polónia                                                       | 10.55    |
| 200 m                        | Werner Bastians · Alemanha Ocidental                                           | 21.29    | Marc Machabey · França                                                                  | 21.40    | Eddy Albertin · ItáliaMichael Gruse · Alemanha Ocidental                       | 21.53    |
| 400 m                        | Henryk Galant · Polónia                                                        | 46.88    | Peter Hoffmann · Reino Unido                                                            | 47.27    | Bernd Reimann · Alemanha Oriental                                              | 47.41    |
| 800 m                        | Guy Gabrielli · França                                                         | 1:49.8   | Ioannis Konnari · Grécia                                                                | 1:49.9   | Rüdiger Möhler · Alemanha Ocidental                                            | 1:50.0   |
| 1.500 m                      | Ari Paunonen · Finlândia                                                       | 3:44.8   | Dmitriy Dmitriyev · União Soviética                                                     | 3:45.1   | Sebastian Coe · Reino Unido                                                    | 3:45.2   |
| 3.000 m                      | Yvan Naessens · Bélgica                                                        | 8:10.6   | Patriz Ilg · Alemanha Ocidental                                                         | 8:15.0   | José Luis González Espanha                                                     | 8:17.0   |
| 5.000 m                      | Pyotr Chernyuk · União Soviética                                               | 14:18.0  | John Treacy · Irlanda                                                                   | 14:19.2  | Anatoliy Dimov · União Soviética                                               | 14:20.6  |
| 110 m com barreiras          | Aleksandr Puchkov · União Soviética                                            | 14.07    | Javier Moracho Espanha                                                                  | 14.46    | Thomas Wild · Suíça                                                            | 14.50    |
| 400 m com barreiras          | Andreas Münch · Alemanha Oriental                                              | 51.26    | Volker Beck · Alemanha Oriental                                                         | 51.46    | José Alonso Espanha                                                            | 51.57    |
| 2.000 m com obstáculo        | Mickey Morris · Reino Unido                                                    | 6:34.8   | Konstantinos Sakalis · Grécia                                                           | 5:37.2   | Christer Strom · Suécia                                                        | 5:37.4   |
| 10 km marcha atlética        | Roland Wieser · Alemanha Oriental                                              | 43:11.4  | Olaf Pilarski · Alemanha Oriental                                                       | 43:49.0  | Mykola Vynnychenko · União Soviética                                           | 44:08.2  |
| Revezamento 4 x 100 metros   | França · Jean-Claude Amoureux · Marc Machabey · Jean-Jacques Matz · Erik Guy   | 40.07    | Alemanha Ocidental · Werner Bastians · Friedhelm Heckel · Michael Gruse · Robert Tempel | 40.25    | Espanha Josep Carbonell Juan Reventer Miguel Arnau Ángel Heras                 | 40.52    |
| Revezamento 4 x 400 metros   | Alemanha Oriental · Volker Beck · Bernd Reimann · Ronald Röder · Andreas Münch | 3:08.7   | Alemanha Ocidental · Harald Schmid · Ludger Zander · Gerhard Trabert · Volker Längsfeld | 3:09.0   | Polónia · Henryk Galant · Wiesław Puchalski · Edward Antczak · Marek Jakubczyk | 3:09.7   |
| Salto em altura              | Jacek Wszoła · Polónia                                                         | 2.22 m   | Vladimir Andreyev · União Soviética                                                     | 2.20 m   | Giordano Ferrari · Itália                                                      | 2.16 m   |
| Salto com vara               | Aleksandr Dolgov · União Soviética                                             | 5.00 m   | Felix Böhni · Suíça                                                                     | 4.80 m   | Aleksandr Vostrikov · União Soviética                                          | 4.80 m   |
| Salto em distância           | Leszek Dunecki · Polónia                                                       | 7.98 m   | Jochen Verschl · Alemanha Ocidental                                                     | 7.93 m   | Jaroslav Priscak · Tchecoslováquia                                             | 7.84 m   |
| Salto triplo                 | Aston Moore · Reino Unido                                                      | 16.16 m  | Gennadiy Kovtunov · União Soviética                                                     | 16.06 m  | Miloš Srejović · Iugoslávia                                                    | 15.99 m  |
| Arremesso de peso (6 kg)     | Vladimir Kiselyov · União Soviética                                            | 18.27 m  | Roland Höhne · Alemanha Oriental                                                        | 18.16 m  | Luc Viudès · França                                                            | 17.36 m  |
| Arremesso de disco (1,75 kg) | Helmut Klink · Alemanha Oriental                                               | 55.48 m  | Kiril Georgiev · Bulgária                                                               | 54.84 m  | Ihor Duhinets · União Soviética                                                | 53.70 m  |
| Lançamento de martelo        | Detlef Gerstenberg · Alemanha Oriental                                         | 70.08 m  | Klaus Ploghaus · Alemanha Ocidental                                                     | 65.90 m  | Sergey Litvinov · União Soviética                                              | 64.44 m  |
| Arremesso de dardo (6 kg)    | Ivan Gromov · União Soviética                                                  | 77.92 m  | Udo Mäussnest · Alemanha Ocidental                                                      | 76.00 m  | Yuriy Kopylov · União Soviética                                                | 75.44 m  |
| Decatlo                      | Eckart Muller · Alemanha Ocidental                                             | 7706 pts | Georg Werthner · Áustria                                                                | 7468 pts | Anatoliy Novikov · União Soviética                                             | 7424 pts |

Feminino
| Evento                       | Ouro                                                                                      | Ouro     | Prata                                                                                | Prata    | Bronze                                                                                | Bronze   |
| ---------------------------- | ----------------------------------------------------------------------------------------- | -------- | ------------------------------------------------------------------------------------ | -------- | ------------------------------------------------------------------------------------- | -------- |
| 100 m                        | Petra Koppetsch · Alemanha Oriental                                                       | 11.34    | Marlies Oelsner · Alemanha Oriental                                                  | 11.43    | Wendy Clarke · Reino Unido                                                            | 11.53    |
| 200 m                        | Petra Koppetsch · Alemanha Oriental                                                       | 23.20    | Wendy Clarke · Reino Unido                                                           | 23.85    | Silvia Schinzel · Áustria                                                             | 23.93    |
| 400 m                        | Christina Brehmer · Alemanha Oriental                                                     | 51.27    | Marita Koch · Alemanha Oriental                                                      | 51.60    | Rosine Wallez · Bélgica                                                               | 52.55    |
| 800 m                        | Olga Commandeur · Países Baixos                                                           | 2:05.8   | Zora Tomecić · Iugoslávia                                                            | 2:06.1   | Rita Thijs · Bélgica                                                                  | 2:06.1   |
| 1.500 m                      | Angelika Kuhse · Alemanha Oriental                                                        | 4:18.6   | Loa Olafsson · Dinamarca                                                             | 4:19.6   | Gabriella Dorio · Itália                                                              | 4:19.6   |
| 100 m com barreiras          | Laurence Lebeau · França                                                                  | 13.77    | Ute Glatte · Alemanha Oriental                                                       | 13.98    | Xénia Siska · Hungria                                                                 | 14.07    |
| Revezamento 4 x 100 metros   | Alemanha Oriental · Petra Koppetsch · Marlies Oelsner · Margit Sinzel · Christina Brehmer | 44.05    | Polónia · Elzbieta Stachurska · Barbara Mika · Zofia Filip · Ewa Witkowska           | 44.93    | Alemanha Ocidental · Claudia Steger · Dagmar Schenten · Birgit Seiring · Ina Wallburg | 45.32    |
| Revezamento 4 x 400 metros   | Alemanha Oriental · Christina Brehmer · Marita Koch · Margit Sinzel · Hildegard Ullrich   | 3:33.7   | Alemanha Ocidental · Angelika Stachowicz · Maria Kögel · Ursula Hook · Heike Neumann | 3:37.9   | Reino Unido · Anne Clarkson · Diane Heath · Ruth Kennedy · Karen Williams             | 3:39.1   |
| Salto em altura              | Alla Fedorchuk · União Soviética                                                          | 1.88 m   | Susann Sundkvist · Finlândia                                                         | 1.86 m   | Brigitte Holzapfel · Alemanha Ocidental                                               | 1.80 m   |
| Salto em distância           | Irina Zhidova · União Soviética                                                           | 6.36 m   | Birgit Grimm · Alemanha Oriental                                                     | 6.31 m   | Doina Spinu · Roménia                                                                 | 6.30 m   |
| Arremesso de peso (6 kg)     | Verzhiniya Veselinova · Bulgária                                                          | 17.30 m  | Zhivka Dimitrova · Bulgária                                                          | 17.05 m  | Karin Kracik · Alemanha Oriental                                                      | 16.21 m  |
| Arremesso de disco (1,75 kg) | Katrin Wenzel · Alemanha Oriental                                                         | 55.06 m  | Katalin Csőke · Hungria                                                              | 50.48 m  | Tanya Racheva · Bulgária                                                              | 50.46 m  |
| Lançamento de dardo          | Leolita Blodniece · União Soviética                                                       | 60.62 m  | Drahomira Dryeova · Tchecoslováquia                                                  | 57.44 m  | Vera Portnova · União Soviética                                                       | 55.62 m  |
| Pentatlo                     | Brigitte Holzapfel · Alemanha Ocidental                                                   | 4450 pts | Andrea Seeger · Alemanha Oriental                                                    | 4389 pts | Petra Prenner · Áustria                                                               | 4363 pts |

## Quadro de medalhas
| Ordem | País               | Medalha de ouro | Medalha de prata | Medalha de bronze | Total |
| ----- | ------------------ | --------------- | ---------------- | ----------------- | ----- |
| 1     | Alemanha Oriental  | 12              | 8                | 2                 | 22    |
| 2     | União Soviética    | 8               | 3                | 8                 | 19    |
| 3     | Alemanha Ocidental | 4               | 7                | 4                 | 15    |
| 4     | Polónia            | 3               | 1                | 2                 | 6     |
| 5     | França             | 3               | 2                | 1                 | 6     |
| 6     | Reino Unido        | 2               | 2                | 3                 | 7     |
| 7     | Bulgária           | 1               | 2                | 1                 | 4     |
| 8     | Finlândia          | 1               | 1                | 0                 | 2     |
| 9     | Bélgica            | 1               | 0                | 2                 | 3     |
| 10    | Países Baixos      | 1               | 0                | 0                 | 1     |
| 11    | Grécia             | 0               | 2                | 0                 | 2     |
| 12    | Espanha            | 0               | 1                | 3                 | 4     |
| 13    | Áustria            | 0               | 1                | 2                 | 3     |
| 14=   | Tchecoslováquia    | 0               | 1                | 1                 | 2     |
| 14=   | Iugoslávia         | 0               | 1                | 1                 | 2     |
| 14=   | Suíça              | 0               | 1                | 1                 | 2     |
| 14=   | Hungria            | 0               | 1                | 1                 | 2     |
| 18=   | Dinamarca          | 0               | 1                | 0                 | 1     |
| 18=   | Irlanda            | 0               | 1                | 0                 | 1     |
| 20    | Itália             | 0               | 0                | 3                 | 3     |
| 21=   | Roménia            | 0               | 0                | 1                 | 1     |
| 21=   | Suécia             | 0               | 0                | 1                 | 1     |